# Selevinia betpakdalaensis
Genre
Espèce
Statut de conservation UICN

 DD  : Données insuffisantes
Selevinia betpakdalaensis, le Loir du désert, Souris du désert ou Souris de Selevin, unique représentant du genre Selevinia, est une espèce de rongeurs de la famille des Gliridae. C'est une espèce très rare, découverte en 1938 dans les déserts du Kazakhstan[réf. nécessaire].

## Répartition
Ce rongeur se rencontre au Kazakhstan. Sa présence est incertaine en Chine.

## Classification
Le nom valide complet (avec auteur) de ce taxon est Selevinia betpakdalaensis Belosludov (d) & Bazhanov (d), 1939. 
Ce taxon porte en français le nom vernaculaire ou normalisé suivant : Loir du désert, Souris du désert ou Souris de Selevin.
Selevinia betpakdalaensis a pour synonyme :
- Selevinia paradoxa Argyropulo & Vinogradov, 1939